# Uwe Bunz

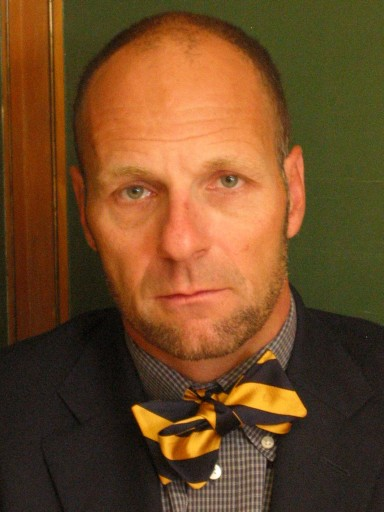
Uwe Bunz (2010)

Uwe H. F. Bunz (* 22. Februar 1963 in München) ist ein deutscher Chemiker und Hochschullehrer. Er ist Professor für Organische Chemie an der Ruprecht-Karls-Universität in Heidelberg. 

## Ausbildung und Werdegang
Uwe Bunz war Schüler der evangelischen Landesschule zur Pforte in Meinerzhagen und machte sein Abitur 1982 am Gisela-Gymnasium München. Er absolvierte ein Chemiestudium an der Ludwig-Maximilians-Universität in München. Seine Promotion (Summa cum Laude) über Propellane fertigte er in der Arbeitsgruppe von Günter Szeimies an. Nach der Promotion folgte ein Aufenthalt an der UC Berkeley bei Kurt Peter C. Vollhardt. Nach Abschluss seiner Habilitation im Jahre 1997 an der Johannes-Gutenberg-Universität in Mainz, während der er (1992–1997) am Max-Planck-Institut für Polymerforschung in Mainz bei Klaus Müllen arbeitete, erhielt er einen Ruf an die University of South Carolina (1997 Associate Professor, 2001 Full Professor) und wechselte 2003 als Full Professor an das Georgia Institute of Technology. Seit 2010 hat Bunz eine W3-Professur für Organische Chemie an der Fakultät für Chemie und Geowissenschaften der Ruprecht-Karls-Universität in Heidelberg inne. Seit 2019 ist er Co-Sprecher des Exzellenzclusters 3D Matter Made to Order (gemeinsam mit KIT, Sprecher Prof. Martin Wegener).

## Forschungsgebiete

Ein in der Arbeitsgruppe Bunz synthetisiertes Tetraazapentacen.

Zu den Forschungsschwerpunkten von Bunz zählen die Aromaten- und Acetylenchemie sowie der Aufbau neuartiger symmetrischer Moleküle mit reizvoller Struktur und attraktiven Eigenschaften. Seine Arbeitsgruppe forscht unter anderem an organischen Halbleiter-Materialien auf Basis von Stickstoff-substituierten Acenen. Unter diesen ist das silylethinylierte Tetraazapentacen (siehe Abbildung) am bekanntesten. Daneben werden konjugierte Polymere sowie Sensoren für Metallionen und Amine erforscht.
Ein weiteres Gebiet ist die Sensorik komplexer Analyten, gezeigt am Beispiel eines Weissweinsensors, der auf der Verwendung einer aus einfachen auf konjugierten Polymeren bestehenden opto-elektronischen Zunge beruht.